# Titularbistum Megalopolis in Proconsulari
Megalopolis in Proconsulari (ital.: Megalopoli di Proconsolare) ist ein Titularbistum der römisch-katholischen Kirche. 
Es geht zurück auf einen untergegangenen Bischofssitz in der gleichnamigen antiken Stadt, die in der römischen Provinz Africa proconsularis (heute nördliches Tunesien) lag. Der Bischofssitz war der Kirchenprovinz Karthago zugeordnet.
| Titularbischöfe von Megalopolis in Proconsulari |                              |                                                            |                  |                   |
| Nr.                                             | Name                         | Amt                                                        | von              | bis               |
| 1                                               | Ernesto Alvarez Alvarez SDB  | Weihbischof in Guayaquil (Ecuador)                         | 1. Dezember 1967 | 1. Mai 1970       |
| 2                                               | Germán Schmitz Sauerborn MSC | Weihbischof in Lima (Peru)                                 | 17. August 1970  | 28. November 1990 |
| 3                                               | Augusto José Zini Filho      | Weihbischof in São Sebastião do Rio de Janeiro (Brasilien) | 13. Juli 1994    | 22. Januar 2003   |
| 4                                               | Dimas Lara Barbosa           | Weihbischof in São Sebastião do Rio de Janeiro (Brasilien) | 11. Juni 2003    | 4. Mai 2011       |
| 5                                               | Pierre Nguyên Văn Viên       | Weihbischof in Vinh (Vietnam)                              | 15. Juni 2013    |                   |